# Gerry Polci
Gerry Polci, né le 9 juin 1952, est un chanteur et musicien américain qui était membre du groupe de rock et de pop américain The Four Seasons.
Polci a joué et chanté dans le groupe de diverses manières entre 1973 et 1990. Il a chanté et joué de la batterie sur un certain nombre de leurs grands succès, y compris le hit mondial de 1976 et 1994, Décembre 1963 (Oh, What a Night), chanson mieux connue sous le titre Cette année-là, une reprise de Claude François.
Polci a été marié brièvement à Antonia Valli, la fille de Frankie Valli,. Leur fille, Olivia Valli, est maintenant une interprète de théâtre musical, prenant notamment le rôle de sa propre grand-mère dans la comédie musicale Jersey Boys qui met en scène les débuts du groupe.
En 2015, Gerry Polci a épousé Rhea Gay Chiles, fille de feu le sénateur américain et gouverneur de Floride Lawton Chiles et Rhea Grafton Chiles.
Entrecoupé d'interprétations avec The Four Seasons, Polci s'est arrangé pour Barry Manilow pour ses émissions spéciales télévisées et a fait d'autres travaux musicaux. Après avoir quitté The Four Seasons, il est retourné à l'université de la Montclair State University dans le New Jersey et, à l'âge de 43 ans, a commencé une carrière d'enseignant au New Providence Middle School. Il a également joué avec le groupe qu'il a co-fondé en 2007, The Hit Men - les autres membres comprenaient ses anciens camarades du groupe The Four Seasons, Lee Shapiro et Don Ciccone,.